# 丁光训
丁光训（1915年9月20日—2012年11月22日），汉族，祖籍浙江定海，上海出生，中华人民共和国政治人物，原副国级领导人。中国基督教新教三自爱国运动和现代派神学的代表人物之一，是前中华圣公会浙江教区主教。
历任中华人民共和国政府支持的中国基督教三自爱国运动委员会第三至五届主席（1980年－1997年此时副主席为罗冠宗）、第六至七届名誉主席和中国基督教协会第一至三届会长、第四至五届名誉会长，爱德基金会董事长，金陵协和神学院院长、名誉院长，南京大学副校长兼宗教研究所所长，中国宗教界和平委员会第二届主席、第三届名誉主席，第三届全国政协委员，第五届全国政协常务委员。第三届、四届、五届全国人大代表，第六届、七届全国人大常委会委员、全国人大外事委员会委员，第七至十届全国政协副主席（国家级副职领导人）。

## 生平
丁光训祖籍浙江定海桃夭门村，丁氏祖上在清朝康熙年间从宁波府镇海县（今宁波市镇海区）迁往定海县（今舟山定海区）。1915年9月20日，出生于上海，外祖父是圣公会牧师。1937年毕业于上海圣约翰大学，获文学学士学位，在基督教青年会任职。1942年获圣约翰大学神学学士学位，被按立为圣公会会吏，担任基督教青年会学生部干事，并与郭秀梅（1995年去世）结婚。1946年，丁光训夫妇移居加拿大，从1946年到1947年担任加拿大基督教学生运动干事。随后他前往美国纽约，就读于哥伦比亚大学师范学院和纽约协和神学院，1948年获得两校的文学和神学硕士学位，从1948年到1951年在瑞士日内瓦的世界基督教学生同盟担任干事。
1951年底，丁光训夫妇和儿子一同回到中国大陆（次子出生于1952年），参加基督教“三自爱国运动”。丁光训回国后，先在上海广学会担任总干事。1953年起，担任南京金陵协和神学院院长。1954年，中国基督教三自爱国运动委员会成立，丁光训被选为常务委员。1955年与王神荫牧师一起，被中华圣公会分别祝圣为浙江教区主教和山东教区主教。
1966年“文化大革命”爆发，他失去了牧职，只保留了金陵协和神学院院长的虚衔（当时该院停办，直至1981年復校）；但在1970年代又回到了重要岗位。
1980年，丁光训当选为中国基督教“两会”主席、会长。虽然圣公会组织在中国已不再存在，但丁光训仍然保留了他的主教圣职與頭銜。
1980年至1989年，担任中国基督教三自爱国运动委员会主席、中国基督教协会会长，江苏省政协副主席，全国人大常委会委员、全国人大外事委员会委员。
1985年发起成立爱德基金会并任董事长。
1989年至1997年，担任全国政协副主席，中国基督教三自爱国运动委员会主席、中国基督教协会会长，南京大学副校长、金陵协和神学院院长。
1993年以后，丁光训不断批评基督教内占主导地位的“保守落后”的神学思想，主张建设一种“积极、开放、包容、能动”的神学思想，提出淡化“因信称义”的教义和“信者与不信者”的对立（他自称在家中醒目位置陈设观音像以测试访客神学态度），倡导“伦理型、服务型和理性”的新自由神学思想，以“与社会主义社会相适应”。
1997年初，改任全国政协副主席、金陵协和神学院名譽院长、基督教全国“两会”名誉主席、会长。
2003年3月，在全国政协十届一次会议上当选为第十届全国政协副主席。
2006年8月，第八届世界宗教和平会议上当选为名誉主席 。
2012年11月22日上午10时，丁光训主教在南京逝世，中共对其的官方评价为“杰出的爱国宗教领袖，著名的社会活动家，中国共产党的亲密朋友”。

## 轶事
程干远在《中共统战部揭秘─统战干部回忆录》一书中说丁是中共秘密党员。

## 爱行论思想
丁光训大力提倡“中国基督教神学思想建设”，如他倡导淡化新教的传统信条“因信称义”而强调“因爱称义”，产生了许多争议。
相對於“文革”後，中國國情與處境中，丁光訓倡導中國教會所應該著重的是「因愛稱義」。過往來華傳教士所傳「因信稱義」的教条致使人著重「稱義」的部分，以律法為進入信仰的門檻，使信徒與非信徒、得救與非得救、上天堂與下地獄，對立於鴻溝的兩端。倡導將「因信稱義」的神學「淡化」為「因愛稱義」，宣称是因為在中國的國情與處境中，多談上帝的愛，使在苦難之下的國民能了解上帝普及萬千且無私的愛，並在人與人之間的愛，在落實於中國倫理思想中“推己及人”、“愛鄰舍及仇敵”的道德理念，使福音更切合經歷苦難的中國。
「宇宙的基督」是丁光訓所倡導的「基督論」，他宣传是根基於對上帝的愛的了解，並連繫基督於上帝所創造世界的美善的了解而來。「宇宙的基督」的神學是為配合當前中國的文化與經驗，包括社會所追求的自由與社會公義，並且基督所彰顯的並不是對個人的救贖，更是上帝愛所創造的宇宙。並且，基督的拯救是伸展至整個上帝所創造的世界，也包括建立中的新中國，而這其意義有二：
1. 基督的主宰、關懷和愛護普及整個宇宙，
2. 基督普及到整個宇宙主宰以愛為其本質。

同时，丁光训认为圣经中的神迹不可信，认为耶稣复活后结束了肉体生命不是升天，认为不信基督但做到善事的，行义者，也能称义，种种怪论被批评为爱行论，既认为神爱一切并救一切物质和做义行的人。丁光训的具体思想，总结出版了《丁光训文集》支持者认为「神學思想建設」是從「和好」的概念出發的神學理念，是「三自爱国运动」的深化和发展，丁光訓主教選擇認同中國是社會主義國家，就在這樣的基礎之下建設教會，建構出適合當前處境的神學觀。

## 丁光訓著作

### 中文书籍
- 《怎样读圣经》（中国基督教三自爱国运动委员会、中国基督教协会，1995）
- 《丁光训文集》（译林出版社，1998）
- 《论三自与教会建设》、《论神学思想建设》、《论圣经》、《论上帝》、《论基督》（中国基督教三自爱国运动委员会、中国基督教协会，2000）
- 丁光訓：《丁光訓文集》，1998年初版，南京：譯林出版社

### 英文书籍
- 《神是爱：丁光训主教文集》（Cook Communications Ministries International，2004） ISBN 0-7814-4233-8
- 《不再陌生：丁光训文选》（由雷蒙德·怀特黑德编辑，Orbis Books，1989） ISBN 0-88344-653-7
- 《爱永无止境：丁光训论文集》（由贾尼丝·维克里编辑，譯林出版社，2000） ISBN 7-80657-067-5
- 《中国人对大公神学的贡献：丁光训主教文选》（由贾尼丝·维克里和菲利普·维克里编辑，WCC Publications，2002） ISBN 2-8254-1358-5

## 其他文獻
丁光训传记
- 馬佳：《愛釋真理：丁光訓傳》，2006年初版，香港：基督教文藝出版社

其他书籍
- 菲利普·维克里：《寻求共同点：基督新教、三自运动和中国统一战线》，Orbis Books，1988年 ISBN 0-88344-441-0

论文
- 戴伶珊：《丁光訓與三自運動》，臺北縣新莊市：天主教輔仁大學宗教學研究所碩士論文，2001年